# Борисов, Пётр Иванович
Пётр Иванович Борисов (1800 — 30 сентября 1854) — подпоручик 8-й артиллерийской бригады, декабрист. Художник.

## Семья
Родился в дворянской семье. Отец — отставной майор Черноморского флота Иван Андреевич Борисов, мать — Прасковья Емельяновна Дмитриева. Младший брат декабриста Андрея Ивановича Борисова.
Получил домашнее образование под руководством отца: изучал историю, географию, философию, естественные науки. Математике и артиллерии обучался у декабриста А. К. Берстеля.

## Военная служба
Вместе с братом поступил на службу юнкером в 26-ю артиллерийскую бригаду 10 июня 1816 года. С 18 июня 1820 года в звании прапорщика. 6 июля 1820 года переведён в 8-ю артиллерийскую бригаду. С 10 июня 1825 года в звании подпоручика.

## Декабрист
Вместе с братом А. И. Борисовым и Ю. К. Люблинским основал Общество соединённых славян. При объединении с Южным обществом высказывался против военного переворота, был сторонником привлечения к движению местного населения.
Арестован в 8-й артиллерийской бригаде по приказу от 9 января 1826 года. 21 января 1826 года доставлен из Житомира в Санкт-Петербург на главную гауптвахту, в тот же день переведён в Петропавловскую крепость.
Закован в ручные кандалы 15 февраля 1826 года, раскован — 30 апреля 1826 года.

## Каторга
Осуждён по I-му разряду 10 июля 1826 года; приговорён к вечным каторжным работам и уже 23 июля вместе с братом отправлен закованными в Сибирь; 22 августа 1826 года срок каторги был сокращён до 20 лет.
Прибыли в Иркутск 29 августа 1826 года, оттуда отправлены в Александровский винокуренный завод; 6 октября возвращёны в Иркутск; 8 октября братьев отправили в Благодатский рудник, откуда они были переведёны в Читинский острог — прибыли в Читу 29 сентября 1827 года. В сентябре 1830 года переведёны в Петровский завод. Здесь братья вели регулярные метеорологические наблюдения, которые впоследствии позволили определить средние ежемесячные температуры для Сибири.
8 ноября 1832 года срок каторги сокращён до 15 лет; 14 декабря 1835 года — до 13 лет.

## Ссылка
По окончании срока каторги по указу от 10 июля 1839 года братьев отправили в ссылку в село Подлопатки Верхнеудинского округа Иркутской губернии (в настоящее время село Подлопатки, Мухоршибирский район).
По Указу от 21 марта 1841 года братьев перевели в деревню Малая Разводная Иркутской губернии.
В ссылке Пётр Иванович возглавлял демократический кружок, противостоявший религиозной «конгрегации» братьев Бобрищевых-Пушкиных. Занимался общественными науками, переплётным делом, давал уроки.
Скоропостижно умер в деревне Малая Разводная. Был похоронен в деревне Большая Разводная, могила не сохранилась.

## Учёный-естествоиспытатель
Автор фундаментального труда: «Орнитологическая фауна Восточной Сибири», ряда трудов по флористике: «Букет Восточной Сибири» и «Очерки изящной флоры Забайкальского края» и других, составитель трактата «О муравьях».
Коллекционировал растения и насекомых. Разработал новую классификацию насекомых, которая впоследствии была принята Парижской Академией Наук. Установил связи с Ботаническим садом в Санкт-Петербурге и с Московским обществом испытателей природы, куда отправлял свои гербарии и коллекции насекомых.

## Художник
Художник-акварелист. Создал около 600 рисунков флоры и фауны Восточной Сибири и Забайкалья. Иллюстрировал акварелями свои научные труды. Иллюстрировал книгу И. Д. Былычёва «Путешествие по Восточной Сибири». Умер с кистью в руках.

## Документы
- Cледственное дело П. И. Борисова 2-го.//«Восстание декабристов», Т. V, С. 8-75, pdf
- Письма братьев Борисовых, 1839—1847 гг.// Памятники культуры. Новые открытия. Письменность. Искусство. Археология. Ежегодник. 1998. М., 1999
- Письма братьев Борисовых. 1838—1841 гг.// Декабристы о Бурятии. Улан-Удэ, 1975. C. 178—196